# Szcześniki
Szcześniki – wieś w Polsce położona w województwie lubelskim, w powiecie włodawskim, w gminie Hańsk.
| SIMC    | Nazwa     | Rodzaj     |
| ------- | --------- | ---------- |
| 0103757 | Kozaki    | przysiółek |
| 0103763 | Kracie    | kolonia    |
| 0103770 | Starzyzna | kolonia    |

W latach 1975–1998 miejscowość administracyjnie należała do województwa chełmskiego.
Wieś stanowi sołectwo gminy Hańsk. Według Narodowego Spisu Powszechnego z roku 2011 wieś liczyła 98 mieszkańców.

## Historia
W wieku XIX, Szczęśniki alias Szcześniki, wieś nad jeziorem Lawskim w powiecie włodawskim, gminie Hańsk, parafia Sawin. W roku 1890  posiadały 23 domów i 129 mieszkańców z gruntem 675 mórg. 

Spis z roku  1827 r. wykazał tu 11 domów i 98 mieszkańców. Wieś wchodziła w skład dóbr Hańsk.